# ISO 3166-2:TV

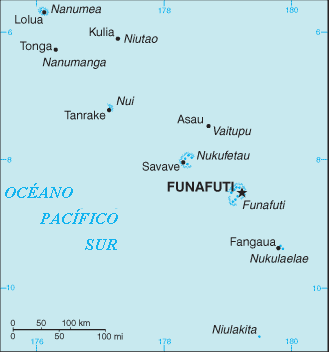
Fyzické rozdělení státu Tuvalu

Kódy ISO 3166-2 pro Tuvalu identifikují 6 ostrovních rad a 1 městskou radu (stav v roce 2015).

## Seznam kódů
```
TV-FUN město 
Funafuti
 	
TV-NMG Nanumanga	
TV-NMA Nanumea	
TV-NIT Niutao
TV-NUI Nui
TV-NKF Nukufetau 	 		
TV-NKL Nukulaelae 			
TV-VAI Vaitupu 	
```